# Haderslev Østerskov
Haderslev Østerskov er på 186 ha, og er beliggende ca. 3 km nordøst for Haderslev.
Østerskov har status af beskyttet skov (B-skov), og er derfor friholdt for øvelser og orienteringsløb.
Der er flere vandreruter i skoven.

## Anden verdenskrig
Skoven blev fra 1940-1945 benyttet som ammunitionsdepot af den tyske værnemagt. Her blev der opbevaret 8.000-10.000 tons ammunition. Tyskerne havde anlagt jernbanespor i skoven og fra skoven til Haderselv Station til transport af ammunition.
Flere af vejen i skoven blev under besættelse omdøbt til tyske navne.